# Platycerozaena
Platycerozaena is een geslacht van kevers uit de familie van de loopkevers (Carabidae). De wetenschappelijke naam van het geslacht werd voor het eerst geldig gepubliceerd in 1927 door Max Bänninger.

## Soorten
Het geslacht Platycerozaena omvat de volgende soorten:
- Platycerozaena bordoni Ogueta, 1965
- Platycerozaena brevicornis Bates, 1874
- Platycerozaena magna (Bates, 1874)
- Platycerozaena panamensis (Banninger, 1949)